# Arc-sous-Cicon
Arc-sous-Cicon là một xã của tỉnh Doubs, thuộc vùng Bourgogne-Franche-Comté, miền đông nước Pháp.